# Centre de Formation de Mounana
El Centre de Formation de Mounana és un club gabonès de futbol de la ciutat de Mounana. Va ser fundat l'any 2006. L'any 2012 guanyà la lliga nacional per primer cop. Els seus colors són el verd i el blanc.

## Palmarès
- Lliga gabonesa de futbol: [4]
  - 2012, 2016, 2017

- Copa gabonesa de futbol: [5]
  - 2013, 2015, 2016

- Supercopa gabonesa de futbol: [5]
  - 2013